# تپه موسی
تپه موسی مربوط به عصر مفرغ - دوره ساسانیان است و در شهرستان گیلانغرب، بخش مرکزی، دهستان گورسفید، ۶۰۰ متری جنوب غربی روستای قاسم‌آباد واقع شده و این اثر در تاریخ ۱۸ اسفند ۱۳۸۷ با شمارهٔ ثبت ۲۴۸۷۹ به‌عنوان یکی از آثار ملی ایران به ثبت رسیده است.